# Lagoa de São Francisco
Lagoa de São Francisco este un oraș în Piauí (PI), Brazilia.